# メイデイ (音楽イベント)

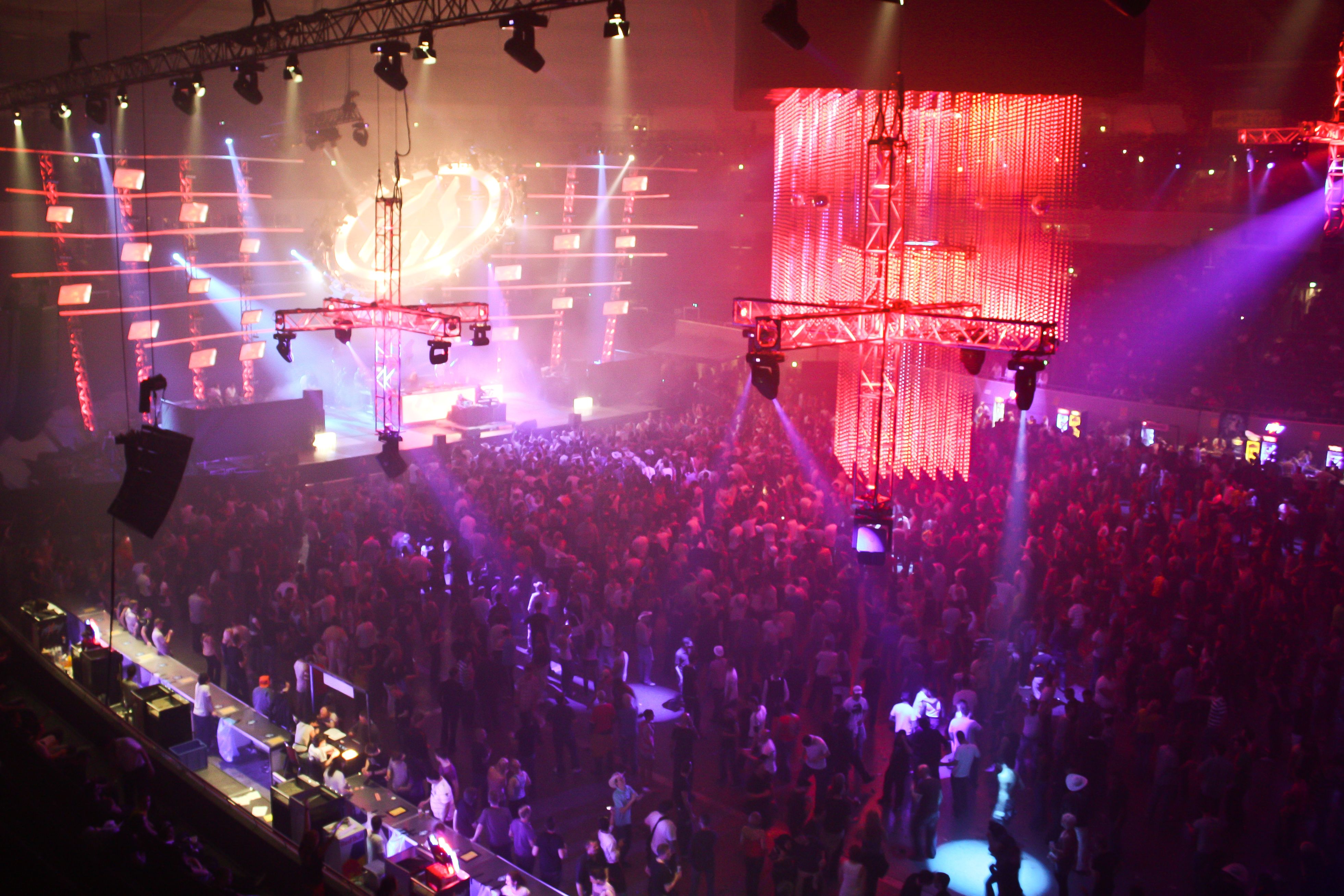
Mayday 2009

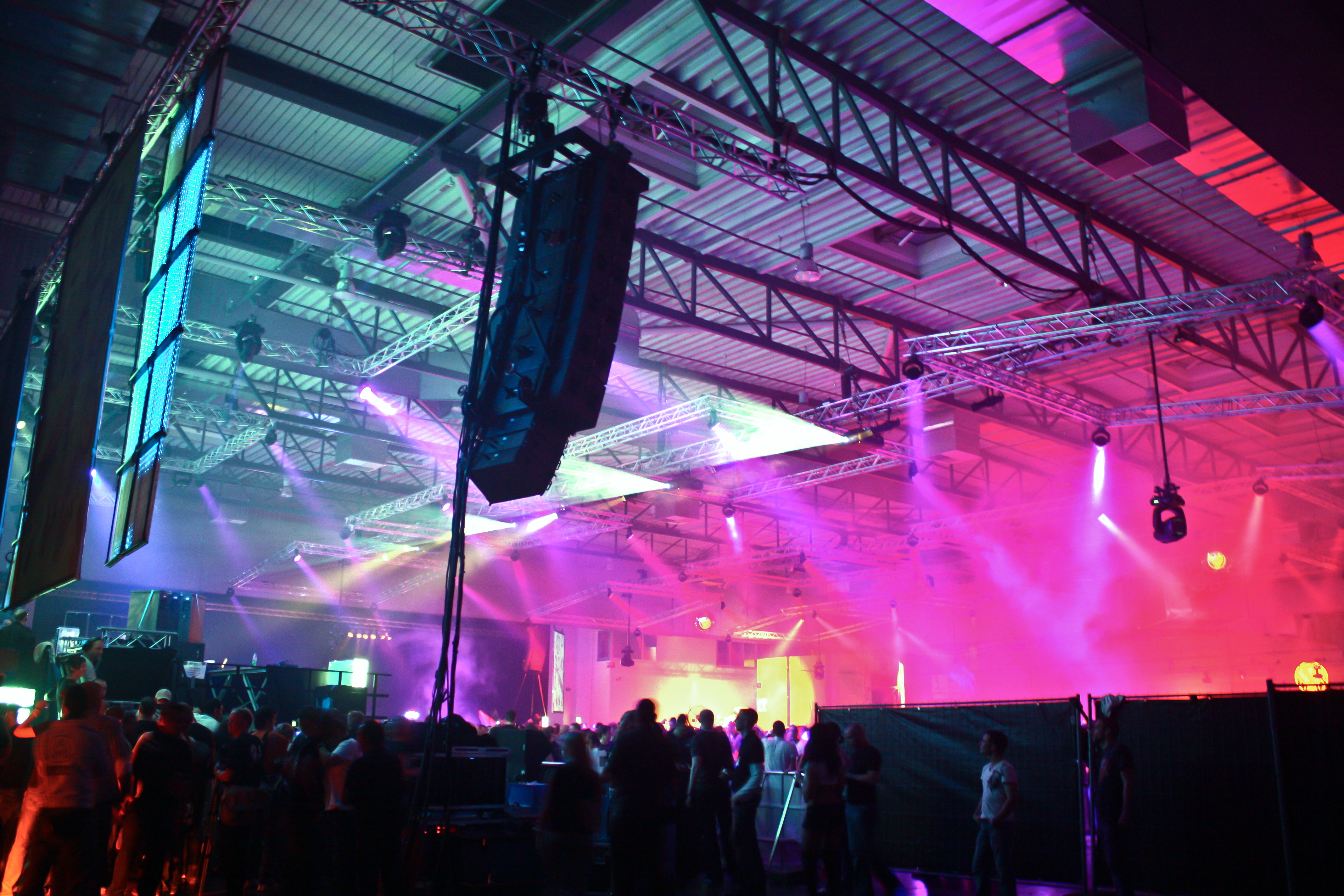
Mayday 2009

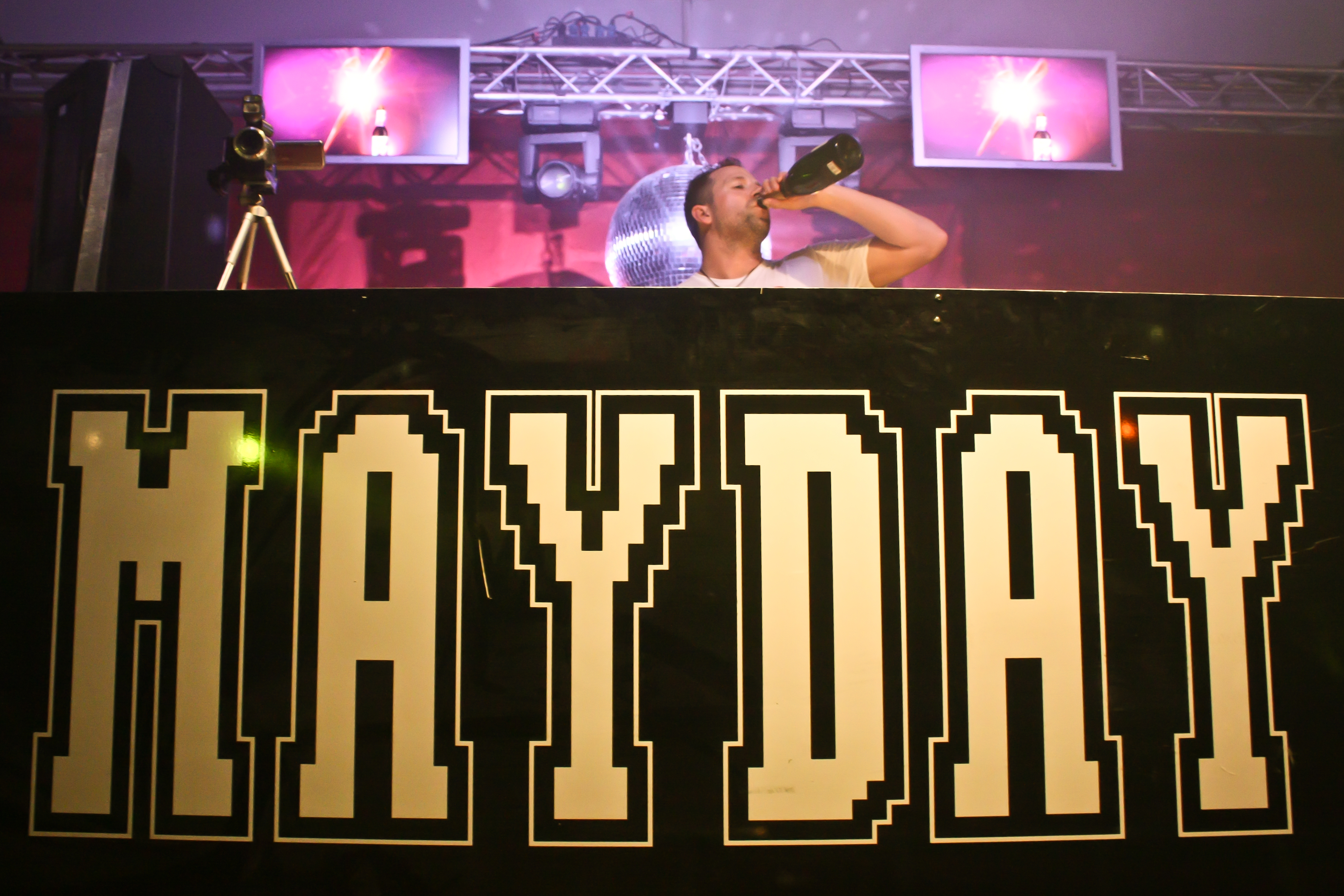
Tom Novy, Mayday 2009

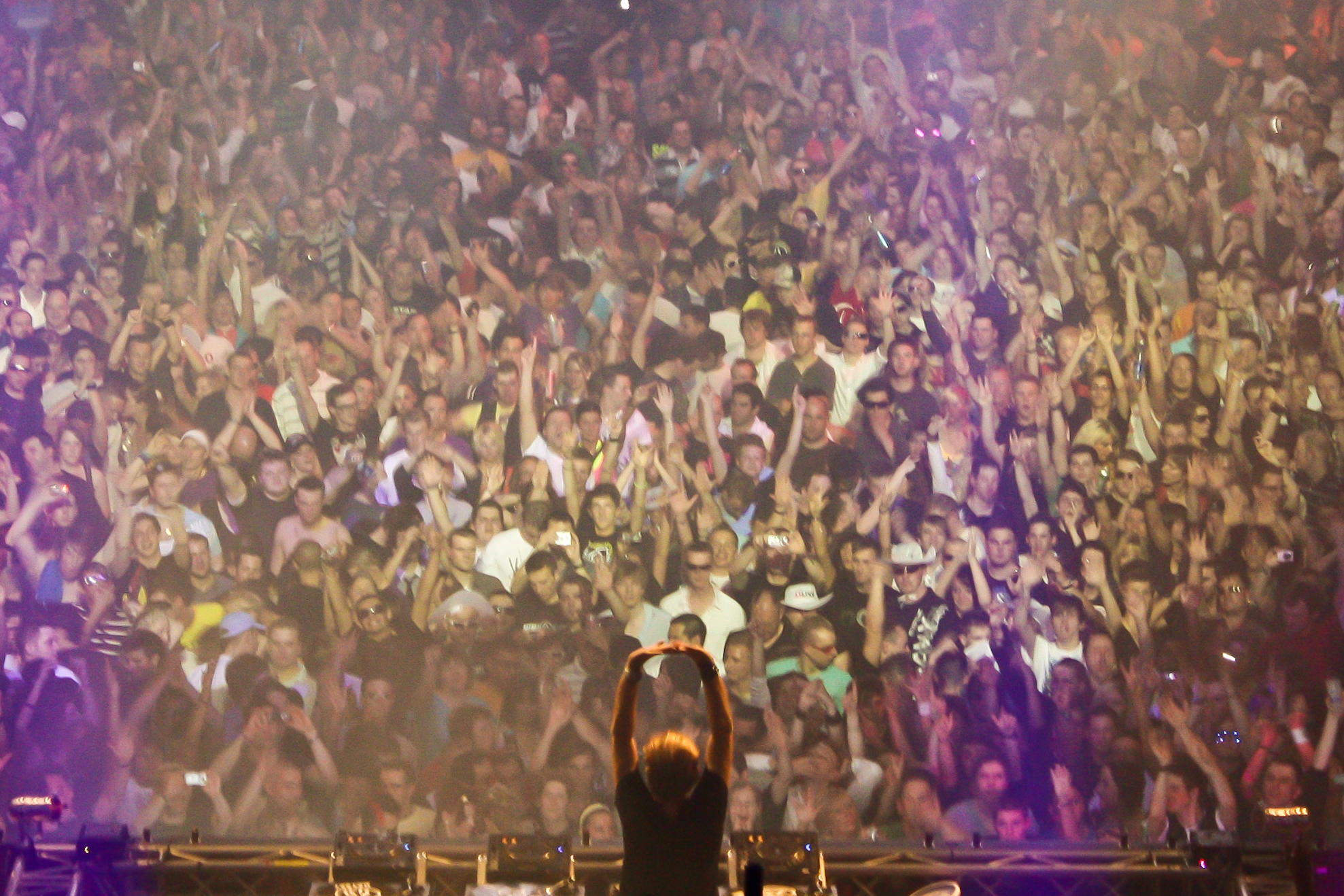
Sven Väth, Mayday 2009

メイデイ(MAYDAY)は、ドイツで行われるダンスミュージックイベント。

## 概要
開催時期は毎年4月30日である。但し初期には12月中にも開催されており、また2000年にはポーランドのカトヴィツェで12月にウィンター・メイデイも開催されている。名称の由来はデトロイト・テクノの創始者のひとり、デリック・メイにちなんだ物であるという。
初開催は1991年12月14日、ウェストバムらが主宰してベルリンで開催された。第二回は1992年4月30日に開催。以降1996年までは毎年12月と4月30日の年2回開催であった。1997年からは4月30日のみの開催となり、またそれまでベルリンやフランクフルト、ドルトムントで開催されていたが同年以降はドルトムントで開催されている。
イベントは毎回Members Of Maydayによってイベントのテーマが設定されている。またそのテーマ名を冠した、イベント参加アーティストによるコンピレーションアルバムもリリースされている。

## 出演アーティスト
過去にイベントに出演した主要なアーティストは以下である。日本からは、ドイツのテクノシーンで知名度がある石野卓球や電気グルーヴらが出演したことがある。
- Moby
- エイフェックス・ツイン
- プロディジー
- ジェフ・ミルズ
- カール・コックス
- ポール・ヴァン・ダイク
- Dr.モッテ
- ウェストバム
- 石野卓球
- 電気グルーヴ
- DJ TASAKA
- シン・ニシムラ
- VIPER XXL
- Boris.S